# Savitaipale
Savitaipale este o comună din Finlanda.